# Наголюк Марія Леонтіївна
Марія Леонтіївна Наголюк (нар. 6 січня 1946, с. Велика Боровиця, Білогірський район, Хмельницька  область) — українська акторка, Заслужена артистка України (2009), член Спілки театральних діячів України, артистка Чернівецького обласного театру ляльок.

## Біографія
Народилася 6 січня 1946 року в селі Велика Боровиця Білогірського району Хмельницької області. Закінчила режисерський факультет Львівського культосвітнього технікуму. Почала трудову діяльність у 1964 р. на посаді методиста культосвітньої роботи Вижницького районного будинку культури Чернівецької області. Заочно навчалась у Харківському державному інституті культури на режисерському факультеті. У 1968—1975 рр. — режисер народного театру при Вижницькому районному будинку культури. Співала у ВІА «Смерічка» поруч з Назарієм Яремчуком. У 1975—1978 рр. — артистка розмовного жанру Рівненської обласної філармонії. З 1980 р. — року заснування Чернівецького театру ляльок, працювала на посаді актриси.

## Творча діяльність
Зіграла понад 100 ролей у різних виставах для дітей. Була учасницею міжнародних фестивалів театрів ляльок в Румунії, м. Ужгороді. 

## Нагороди, відзнаки
- Заслужена артистка України.
- Почесна грамота Міністерства культури СРСР.
- Знак Міністерства культури «За досягнення в розвитку культури і мистецтва».
- Член Спілки театральних діячів України.